# Eudo I de Tolosa

Brasão com as Armas dos condes de Tolosa

Eudo I de Tolosa ou Eudo de Ruergue (em francês:  Eudes de Toulouse ou Eudes de Ruergue; 832 - 918 ou 919) foi conde de Ruergue desde 877 e até ao ano de 918 ou 919, conde de Tolosa dede 886 e até ao ano de 918 ou 919.
Foi sucedido no governo dos seus territórios pelo seu filho, Raimundo II de Tolosa e Ruergue.

## Relações familiares
Foi filho de Raimundo I de Ruergue (? - 865), conde de Tolosa e Ruergue entre 852 e 863, Visconde de Limoges entre 841 e 863, Conde de Quercy e de Berta de Reims (c. 800 -?), filha de Rémi de Reims (790 -?) e de Arsinda de Ponthieu.
Casou em 860 com Garsinda de Albi, filha de Atão II de Trencavel também denominado como Ermengol de Albi, (? - 942) visconde de Albi e senhor de Ambialet e de Diafronissa, de quem teve:
1. Raimundo II de Tolosa e Ruergue[4][5] (870 - 923), conde de Tolosa entre 918 e 924, casado com Gunilda de Barcelona, filha de Vifredo I de Barcelona[6] (830 - 21 de agosto de 897) e de Guinilda de Barcelona.
2. Armengol de Ruergue e Tolosa (870 - 937), Conde de Ruergue entre 918 e julho de 935, casado com Adelaide (855 -?).
3. Garsinda de Narbona casou com Guifredo Borrel de Barcelona.[7]